# 高崇文 (南平郡王)
高崇文（746年—809年），唐代名將，幽州人。先祖是渤海郡（今河北省沧州市）人。崇文不識字，樸實莊重、沈默寡言。曾大破吐蕃、收復西川，官至同中書門下平章事，封南平郡王，贈司徒。

## 大破吐蕃
貞元中，隨韓全義鎮守長武城（今陕西长武县）。累官金吾将军。貞元五年（789年）夏，吐蕃軍三萬人犯寧州（今甘肃宁县），崇文奉命率甲士三千前往解救，激戰佛堂原，崇文以少胜多，大破之。迁长武城都知兵马使。

## 收復西川
元和元年（806年），西川節度副使劉闢，割據西蜀，發兵圍攻東川節度使李康於梓州（今四川三台）。宰相杜黃裳力主討伐劉闢，推薦時為神策軍將領的高崇文為帥，憲宗批准，拜检校工部尚书、兼御史大夫，以士兵五千人，自长武城出兵。
是年九月，高崇文連破劉辟軍，从阆州（今四川阆中县）直撲梓州（今四川三台），劉闢命人在鹿头山（今四川德阳县东北）筑城，以八道栅力阻，崇文派高霞寓攻下鹿头城以东的万胜堆（今四川德阳县东北），“士扳缘而上，矢石如雨；又命敢死士连登，夺其堆，烧其栅，栅中之贼歼焉。”，八戰皆勝，隔年（元和二年，807年）二月二十六日段文昌開門投降。崇文進入成都，秋毫无犯，市肆不驚。），劉闢等二十餘口被押送回京師，蜀境遂平。劉闢有二妾，有姿色。眾將士勸高崇文納之，高崇文不為所動。監軍建議獻給皇上，崇文說：“天子命我討平凶豎，當以安撫百姓為先。奉獻美人以求媚，豈天子之意麼！崇文義不為此。”

## 朝廷酬庸
元和三年冬，加封同中书门下平章事。封南平郡王。元和四年（809年）卒，追赠司徒，諡威武。

## 後代
夫人董氏，汝州长史董同珍之女，春秋三十有一，以大历十有四年五月一日终。元和三年追封郇国夫人。
- 嗣子高承简（高士政），义成军节度使，赠司空，太和元年八月卒。
- 次子高士荣，检校秘书监兼御史中丞
- 季子高承明（高士明），左卫率府胄曹参军、神策军虞候。子高駢為唐末名將，大破南詔，但在黃巢之亂中養兵自重，晚年昏庸，重用方士呂用之、張守一等人，苛待幕府將領，被兵變殺害。

## 延伸阅读
[在维基数据编辑]
 《舊唐書/卷151》，出自刘昫《舊唐書》
 《新唐書·卷170》，出自《新唐書》